# УМЗ-414
УМЗ-414 — бензиновый двигатель внутреннего сгорания, серийно производившийся на Ульяновском моторном заводе в период с 1978 по 1993 год. Являлся дальнейшим развитием двигателя УМЗ-451, параллельно с которым выпускался до 1982 года.

## Описание
Двигатель УМЗ-414 устанавливался на автомобили УАЗ-452 и УАЗ-469. Его серийный выпуск начался в 1978 году, причём до 1982 года двигатель выпускался параллельно с УМЗ-451М.
Изменения коснулись конструкции блока цилиндров повышенной жёсткости. Передний сальник коленвала имеет наружную конструкцию, а масляный фильтр позаимствован у ВАЗ-2101. В радиатор охлаждения масло поступает через фильтр из канала смазки коренных подшипников. Также на двигатель устанавливался маслоуловитель системы вентиляции картера.

## Модификации
- УМЗ-414, 4141, 4142, 4143, 4144. Выпускались с 16 января 1980 по 1986 год[5][6].
- УМЗ-4147. Выпускался с 14 октября 1985 по 12 марта 1993 года.
- УМЗ-4146. Выпускался с 11 мая 1986 по 12 марта 1993 года.
- УМЗ-4149. Выпускался с 19 августа 1987 по 30 августа 1989 года[7].

## Применения
- УАЗ-452[8]
- УАЗ-469 (3151)[9][10]
- УАЗ-3303[11]